# Chuối tiêu đuôi ngắn
Malacopteron cinereum là một loài chim trong họ Pellorneidae.